# 2024年得克萨斯州第十八国会选区特别选举
2024年得克萨斯州第十八国会选区特别选举于11月5日举行，旨在选出一名美国联邦众议员，该席位因時任众议员希拉·杰克逊·李于2024年7月19日去世而出现空缺。
此次特别选举将仅用于填补杰克逊·李的剩余任期，时间为2024年11月至2025年1月。哈里斯县民主党选区主席于8月13日召开会议，提名前休斯顿市长西尔维斯特·特纳作为常规选举的候选人。常规选举将在特别选举的同一天进行，并将决定自2025年1月起的新任期国会议员。在被提名为候选人后，特纳决定不参与特别选举，而是选择支持杰克逊·李的女儿艾丽卡·李·卡特。
候选人必须在8月22日之前宣布是否参加这场跨党派的特别选举，如果没有候选人获得过半选票，此次选举将于稍后举行第二轮投票。作为民主党的安全席，希拉·杰克逊·李以压倒性优势赢得了该席位，因此不需要進行第二轮投票。

## 候选人

### 民主党

#### 宣布参选
- 艾丽卡·李·卡特，前哈里斯县教育局的受托人，同时也是已故现任议员希拉·杰克逊·李的女儿。[6]

#### 退选
- 德怀特·博伊金斯，曾担任休斯顿D区市议员（2014年-2019年），并于2019年竞选休斯顿市长[7]
- 詹姆斯·狄克逊，牧师及休斯顿全国有色人种协进会主席（支持李·卡特）[8]
- 阿曼达·爱德华兹，曾担任休斯顿市议会不分区议员（2016年-2020年），她是2024年常规选举中该选区的候选人，同时也是2020年联邦参议院选举候选人[9]
- 西尔维斯特·特纳，前休斯顿市长（2016年-2024年）以及在此次常规选举中该选区区的候选人（支持李·卡特）[3]

#### 拒绝参选
- 约兰达·琼斯，州众议院第147选区议员（2022年至今）（支持特纳）[10]
- 克里斯蒂安·梅尼菲，哈里斯县检察官（2021年至今）（支持特纳）[10]

### 共和党

#### 宣布参选
- 玛丽亚·邓恩，退休人员[11]
- 凯文·杜拉尔，基础设施项目经理[12]

## 各方背书
市政官员
- 西尔维斯特·特纳，曾任休斯顿市市长（2016年至2024年），并在常规选举中获提名为该选区候选人。[3]

## 民调
| 民调来源         | 调查 日期         | 样本 大小 | 误差 幅度 | 阿曼达·爱德华兹 | 贾维斯·约翰逊 | 克里斯蒂娜·莫拉莱斯 | 利蒂希亚·普卢默 | 西尔维斯特·特纳 | 未决定 |
| ---------------- | ----------------- | --------- | --------- | --------------- | ------------- | ------------------- | --------------- | --------------- | ------ |
| 得克萨斯胜利咨询 | 2024年8月5日至7日 | 1,113 (V) | ± 2.0%    | 33%             | 9%            | 3%                  | 3%              | 34%             | 16%    |

## 选举结果
| 党派 | 党派               | 候选人         | 得票数  | 百分比 |
| ---- | ------------------ | -------------- | ------- | ------ |
|      | 民主党             | 艾丽卡·李·卡特 | 146,413 | 67.94  |
|      | 共和党             | 玛丽亚·邓恩    | 47,835  | 22.20  |
|      | 共和党             | 凯文·杜拉尔    | 21,257  | 9.86   |
| 合计 | 合计               | 合计           | 215,505 | 100.00 |
|      | 民主党维持原有席位 |                |         |        |